# Matthias Russ
Pour les articles homonymes, voir Russ.
Matthias Russ (né le 14 novembre 1983 à Reutlingen) est un coureur cycliste allemand des années 2000.

## Biographie
Matthias Russ passe professionnel en 2005 dans l'équipe Gerolsteiner, au sein de laquelle il a été stagiaire en 2003. En 2006, il remporte sa première victoire professionnelle sur le Regio-Tour dont il prend, comme en 2005, la quatrième place. Il rejoint l'équipe Milram en 2009, à la suite de l'arrêt de son équipe. Après deux saisons délicates, il décide de prendre sa retraite sportive et quitter le cyclisme professionnel à l'issue du Tour de Münster, à la fin de la saison 2010. Dès lors, il reprend ses études de génie mécanique.

## Palmarès
- 2006
  - 2e étape du Regio-Tour

## Résultats sur les grands tours

### Tour d'Italie
5 participations
- 2006 : 74e
- 2007 : 54e
- 2008 : abandon (15e étape)
- 2009 : abandon (2e étape)
- 2010 : 84e

### Tour d'Espagne
2 participations
- 2005 : abandon (15e étape)
- 2009 : 90e